# Никифорова, Ксения Владимировна
Ксения Владимировна Никифорова (1911—1996) — советский учёный-геолог, специалист по четвертичной геологии, заведующая лабораторией геологии и истории четвертичного периода ГИН АН СССР (1970—1986), вице-президент INQUA (1973).

## Биография
Родилась 22 октября (4 ноября) 1911 года в Санкт-Петербурге в семье военного топографа В. М. Никифорова (1873—1934) и Варвары Павловны (1875—1964).

### Образование
Училась в 17 школе в Москве.
В 1930—1934 годах училась в МГРИ, специальность «Поиски и съёмки».
В 1939—1941 годах училась в аспирантуре Института геологических наук АН СССР, под руководством профессора Г. Ф. Мирчинка.

### Научная работа
В 1930—1935 годах работала в экспедициях коллектором, старшим коллектором, прорабом и геологом Спецгео.
С сентября 1935 года работала в ИГН АН СССР, в отделе четвертичной геологии — младшим научным сотрудником, аспирантом, старшим научным сотрудником (с июня 1941, Аттестат от 23 июня 1943.).
С августа 1941 года — начальник отряда Уральской алмазной экспедиции Комитета по делам геологии при СНК СССР.
В апреле 1943 года вернулась в ИГН АН СССР, работала учёным секретарём (декабрь 1944 — март 1946).
16 июня 1941 года защитила кандидатскую диссертацию по теме «Континентальные мезо-кайнозойские отложения восточного склона южного Урала и положение их среди россыпей» (265 страниц и 16 стр. список литературы, 30 фотографий, 10 геологических профилей).
2 июля 1960 года защитила докторскую диссертацию по теме: «Кайнозой Голодной степи Центрального Казахстана» (571 страниц, 60 листов иллюстраций, таблицы.).
С 1962 года, вместе с А. И. Москвитиным, руководила научной темой: «Синхронность и метахронность климатических колебаний и оледенения северного полушария».
С 1970 года — заведующая Лабораторией геологии и истории четвертичного периода ГИН АН СССР, переизбиралась в 1976 и 1981 годах.
С 19 мая 1971 года утверждена в звании профессора по специальности «геология».
В 1980-е годы в рамках программы «Глобальные изменения и корреляция событий: хроностратиграфия и палеогеография позднего неогена и антропогена» по её инициативе была создана Лаборатория микропалеонтологической группы (плиоцен-четвертичная микрофауна и микрофлора).
В 1980 году представлялась к званию Заслуженный деятель науки РСФСР, в 1980 году ходатайство было поддержено учёными советами: ГИН АН СССР, Институт палеобиологи им. Л. Ш. Давиташвили АН ГССР, Институт геохимии и геофизики АН БССР, Институт геологии АН АзССР, Геологический факультет МГУ, Отдел палеонтологии и биостратиграфии АН МолдССР, Институт геологии АН ЭстССР, Институт геологии Башкирского филиала АН СССР, ВСЕГЕИ, а также Московским городским комитетом профсоюза работников просвещения, высшей школы и научных учреждений.
Председатель рабочей группы проекта «Граница неогена и квартера» Международной программы геологической корреляции.
Член бюро оргкомитета 11 конгресса INQUA (, Москва, 1982).
Постоянно участвовала в конгрессах и совещаниях по четвертичной геологии:
- 1957:  — 5 Конгресс INQUA
- 1958:  — коллоквиум
- 1958:
- 1959:  — конференция по неогену
- 1960:
- 1961:  — 6 Конгресс INQUA
- 1963:  — коллоквиум
- 1965:  — 7 Конгресс INQUA
- 1965:  — гость Нидерландской королевской академии наук
- 1966:  — коллоквиум
- 1967:  — коллоквиум
- 1968:  — 23 Международный геологический конгресс
- 1971:
- 1973:  — 9 Конгресс INQUA
- 1974:
- 1974:
- 1975:
- 1976:
- 1976:  — 25 Международный геологический конгресс
- 1977:
- 1977:  — 10 Конгресс INQUA
- 1978:
- 1979:
- 1980:  — 26 Международный геологический конгресс
- 1981:
- 1982:  — 11 Конгресс INQUA
- 1983:

В 1986 году вышла на пенсию, и перешла на должность старшего научного сотрудника-консультанта в ГИН АН СССР.
C 1988 до конца 1989 года — консультант в лаборатории четвертичного периода ГИН АН СССР. Работала по теме «Глобальные изменения и корреляция событий, хроностратиграфия и палеогеография позднего неогена и антропогена».
Скончалась 29 августа 1996 года в Москве, похоронена на Новодевичьем кладбище.

## Семья
Сестра — Нина Владимировна (род. 1909).

Муж — Розанов, Пётр Михайлович (род. 1905) — гидрогеолог.
- дочь — Елена (род. 1934) — биолог.

## Награды и премии
- 1945 — Орден «Знак Почёта», за научную работу.
- 1946 — Медаль «За доблестный труд в Великой Отечественной войне 1941—1945 гг.»
- 1947 — Медаль «В память 800-летия Москвы»
- 1953 — Медаль «За трудовую доблесть»
- 1970 — Медаль «В ознаменование 100-летия со дня рождения Владимира Ильича Ленина»
- 1984 — Медаль «Ветеран труда»
- 1985 — Юбилейная медаль «Сорок лет Победы в Великой Отечественной войне 1941—1945 гг.», участнику трудового фронта.

## Членство в организациях
- 1932 — ВЛКСМ
- 1940 — ВКП(б)
- 1950 — депутат Московского городского совета (1950—1954)
- Комиссия по изучению четвертичного периода
- Четвертичная комиссия при Межведомственном стратиграфическом комитете
- Советская секция ИНКВА (INQUA)
- 1973 — Вице-президент INQUA
- 1974 — Международная стратиграфическая комиссия INQUA
- Экспертная комиссия ВАКа по геологии.